# Молодые монархи (сериал)
«Молодые монархи» (англ. Young Royals) — шведский драматический веб-сериал, повествующий о жизни юного принца из вымышленной королевской семьи Швеции, который вынужден сменить обычную среднюю школу на престижную школу-интернат Хиллерска.
Производством сериала занималась шведская компания Nexiko. Первый сезон, состоящий из 6 серий, был представлен на стриминговом сервисе Netflix 1 июля 2021 года. 22 сентября 2021 года сериал был продлен на второй сезон. В декабре 2022 года сериал был продлен на третий сезон, который станет финальным. Первые пять серий третьего сезона вышли 11 марта, а финальная серия сериала вышла 18 марта 2024 года.

## Сюжет
Первый сезон
Младший член монаршего семейства Швеции Вильгельм из обычной средней школы поступает в престижную школу-интернат, где знакомится с ровесниками. Юноша, принадлежащий к высшему сословию, обязан следовать установленным правилам и стараться не испортить репутацию семьи. Растерявшийся Вильгельм встречает в школе Августа, своего троюродного брата и более раскрепощенного члена семьи, обещающего позаботиться о нерешительном аристократическом ученике. Принц Вильгельм сталкивается в Хиллерска не только с новыми друзьями, но и неожиданно находит тех, кто не хочет мириться с его присутствием. Подросток, постигающий другую жизнь и являющийся представителем шведского народа, обнаруживает в себе внезапное романтическое влечение к однокласснику Симону. На фоне пристального внимания к наследному принцу между Вильгельмом и Симоном зарождаются чувства, порождающие подростковую страсть. Однако новость о том, что ему предстоит стать во главе престола, кардинально меняет его самого и заставляет задуматься и пересмотреть жизненные приоритеты.

## В ролях

### Основной состав
- Эдвин Рюдинг — Вильгельм, принц Шведский, младший брат кронпринца Швеции Эрика, сын королевы Кристины. Состоит в тайных отношениях с Симоном.
- Омар Рудберг — Симон Эрикссон, ученик интерната латиноамериканского происхождения, тайный бойфренд Вильгельма, брат Сары.
- Мальте Гордингер[англ.] — Август Орнасский, троюродный брат Вильгельма и Эрика, ученик выпускного класса интерната.
- Фрида Ардженто — Сара Эрикссон, ученица интерната, сестра Симона. Страдает СДВГ и синдромом Аспергера. Влюблена в Августа.
- Никита Уггла — Фелиc Эренкрона, ученица интерната, возлюбленная Августа, подруга Вильгельма и Сары.

### Второстепенный состав
- Ивар Форслинг — Эрик, наследный кронпринц Швеции, старший брат Вильгельма.
- Пернилла Аугуст — Кристина, королева Швеции, мать Эрика и Вильгельма.
- Натали Варли — Мэдисон Маккой, ученица интерната, соседка Фелис по комнате.
- Кармен Глория Перес — Линда Эрикссон, мать Симона и Сары.
- Ингела Ольссон[англ.] — Анетт Лиля, директор школы-интерната Хиллерска.
- Инти Замора Собрадо — Аюб, друг Симона.
- Бери Гэрвис — Рош, подруга Симона.
- Нильс Веттерхольм — Винсент, друг Августа и ученик интерната.
- Самуэль Астор — Нильс, один из друзей Августа.
- Фабиан Пенье — Генри, ученик интерната.
- Фелиция Труэдссон — Стелла, подруга Фелис.
- Мимми Сион — Фредрика, подруга Фелис.
- Уно Эльгер — Уолтер, ученик интерната.
- Сяо-Лонг Ратье Чжао — Александр, ученик интерната, которого позже исключили из-за запрещенных веществ.
- Ливия Миллхаген — Смисан Эренкрона, мать Фелис.
- Ренни Мирро — учитель спорта.
- Давид Леннеман — Поппе Эренкрона, отец Фелис.
- Анна Петерсон — Малин, телохранительница Вильгельма.
- Микаэль Бьёркман  — Йоаким, телохранитель Вильгельма.

## Список эпизодов
| Сезон | Серии | Серии | Даты показа   | Даты показа   |
| ----- | ----- | ----- | ------------- | ------------- |
| 1     | 6     | 6     | 1 июля 2021   | 1 июля 2021   |
| 2     | 6     | 6     | 1 ноября 2022 | 1 ноября 2022 |
| 3     | 6     | 5     | 11 марта 2024 | 11 марта 2024 |
| 3     | 6     | 1     | 18 марта 2024 | 18 марта 2024 |

### Сезон 1 (2021)
| № общий | № в сезоне | Название   | Режиссёр        | Автор сценария                          | Дата премьеры |
| --- | ---------- | ---------- | --------------- | --------------------------------------- | ------------- |
| 1 | 1          | «Эпизод 1» | Ройда Секерсез  | Лиза Амбьёрн, Ларс Бекунг, Софи Форсман | 1 июля 2021   |
| После скандала принц Вильгельм поступает в новую школу-интернат Хиллерска. И его троюродный брат Август планирует вечеринку в его честь.                  |            |            |                 |                                         |               |
| 2 | 2          | «Эпизод 2» | Ройда Секерсез  | Лиза Амбьёрн, Ларс Бекунг, Софи Форсман | 1 июля 2021   |
| Симон и Вильгельм проводят время вне школы. Чтобы добыть лекарство от СДВГ, Август отчаянно пытается получить диагноз. Начинаются соревнования по гребле. |            |            |                 |                                         |               |
| 3 | 3          | «Эпизод 3» | Эрика Кальмейер | Лиза Амбьёрн, Ларс Бекунг, Софи Форсман | 1 июля 2021   |
| В Хиллерске проходит День родителей, а Вильгельма, Августа, Фелис и Симона ждут сюрпризы, разочарования и многое другое.                                  |            |            |                 |                                         |               |
| 4 | 4          | «Эпизод 4» | Ройда Секерсез  | Лиза Амбьёрн, Ларс Бекунг, Софи Форсман | 1 июля 2021   |
| Вильгельм тяжело переживает утрату члена семьи и думает о том, какое будущее его теперь ждет. Симон давит на Августа, чтобы тот вернул ему долг.          |            |            |                 |                                         |               |
| 5 | 5          | «Эпизод 5» | Эрика Кальмейер | Лиза Амбьёрн, Ларс Бекунг, Софи Форсман | 1 июля 2021   |
| Август и Вильгельм спорят о том, как выйти из ситуации с нарушением порядка в школе. Сара весело проводит время с Фелис и ее друзьями.                    |            |            |                 |                                         |               |
| 6 | 6          | «Эпизод 6» | Эрика Кальмейер | Лиза Амбьёрн, Ларс Бекунг, Софи Форсман | 1 июля 2021   |
| Интимное видео попадает в сеть. Вильгельм не может решить, что теперь делать. Симон сдерживает натиск прессы. Фелис узнает кое-что важное.                |            |            |                 |                                         |               |

### Сезон 2 (2022)
| № общий | № в сезоне | Название   | Режиссёр       | Автор сценария                           | Дата премьеры |
| ------- | ---------- | ---------- | -------------- | ---------------------------------------- | ------------- |
| 7       | 1          | «Эпизод 1» | Ройда Секерсез | Лиза Амбьёрн                             | 1 ноября 2022 |
| 8       | 2          | «Эпизод 2» | Ройда Секерсез | Лиза Амбьёрн, Пия Градвалль              | 1 ноября 2022 |
| 9       | 3          | «Эпизод 3» | Кристина Хумле | Лиза Амбьёрн, Софи Форсман, Туве Форсман | 1 ноября 2022 |
| 10      | 4          | «Эпизод 4» | Кристина Хумле | Лиза Амбьёрн                             | 1 ноября 2022 |
| 11      | 5          | «Эпизод 5» | Лиза Фарзанех  | Лиза Амбьёрн, Софи Форсман, Туве Форсман | 1 ноября 2022 |
| 12      | 6          | «Эпизод 6» | Лиза Фарзанех  | Лиза Амбьёрн                             | 1 ноября 2022 |

### Сезон 3 (2024)
| № общий | № в сезоне | Название   | Режиссёр         | Автор сценария                           | Дата премьеры |
| ------- | ---------- | ---------- | ---------------- | ---------------------------------------- | ------------- |
| 13      | 1          | «Эпизод 1» | Юлия Линдстрём   | Лиза Амбьёрн                             | 11 марта 2024 |
| 14      | 2          | «Эпизод 2» | Юлия Линдстрём   | Лиза Амбьёрн, Пия Градвалль              | 11 марта 2024 |
| 15      | 3          | «Эпизод 3» | Джерри Карлссон  | Лиза Амбьёрн, Туве Форсман, Софи Форсман | 11 марта 2024 |
| 16      | 4          | «Эпизод 4» | Джерри Карлссон  | Лиза Амбьёрн, Эбба Стимне                | 11 марта 2024 |
| 17      | 5          | «Эпизод 5» | Линнея Роксехайм | Лиза Амбьёрн, Тео Богуслав               | 11 марта 2024 |
| 18      | 6          | «Эпизод 6» | Линнея Роксехайм | Лиза Амбьёрн, Эбба Стимне                | 18 марта 2024 |

## Русский дубляж
Производство: студия «Пифагор»
- Режиссёр — Иван Калинин
- Переводчик — Тимофей Молдованин
- Автор синхронного текста — Алексей Костричкин
- Звукорежиссёр записи — Евгения Гордеева
- Звукорежиссёр монтажа — Евгения Гордеева
- Звукорежиссёр перезаписи — Михаил Борисов
- Менеджер проекта — Анна Атаян

### Роли дублировали
- Антон Колесников — Вильгельм
- Ярослав Гарнаев — Симон
- Сергей Анненков — Август
- Анастасия Пьянова — Сара
- Иван Калинин — Эрик
- Дина Бобылева — Фелис
- Екатерина Семёнова — Линда
- Айдар Шарафетдин — Аюб
- Иван Мишин — Винсент
- Геннадий Новиков — Микке
- Алена Минчук — Мэдисон
- Глеб Глушенков — Нильс
- Наталия Дербенева — Фредрика
- Елена Шульман — Анетт
- Алёна Созинова — Стелла
- Андрей Гриневич — Мистер Энглунд
- Елена Шульман — Королева Кристина
- Александр Воронов — Консультант Борис

Дополнительный актёрский состав: Елена Маркелова, Никита Тезов, Валерия Леонова, Павел Совинов, Полина Богомолова, Андрей Васильев, Наталья Штин, Ярослав Романов, Полина Суворова, Константин Пояркин.
Был дублирован только первый сезон сериала. Для остальных сезонов доступны русские субтитры.